# Garde côtière égyptienne
La Garde côtière égyptienne est une branche de la marine égyptienne qui exerce la protection terrestre des installations publiques près de la côte, la surveillance des eaux territoriales et la lutte contre la contrebande.
Elle dispose de plus de 5.000 personnes et de plus de 100 navires et embarcations diverses.

## Historique
Depuis sa création en 1878, elle a connu plusieurs phases de développement. À l'origine, établi sur la gestion des zones côtières elle a ajouté le contrôle du canal de Suez. En 1947, après la création de la marine égyptienne, les gardes frontaliers ont rejoint les gardes-côtes pour devenir la Garde côtière égyptienne. En 1953, le département des pêches a aussi rejoint la Garde côtière dans sa forme actuelle.

## Flotte
Grands patrouilleurs :
- 22 navires de classe Timsah[1]
- 12 navires de classe Sea Spectre Mk III
- 9 navires de classe Swift
- 6 navires de classe MV-70 [2]
- 5 navires de classe P-6 (Project 183)
- 3 navires  de classe Textron [3]

Petits patrouilleurs :
- 25 unités de classe Swift (26m)
- 16 aéroglisseurs de classe SR.N6
- 9 Type 83
- 6 classe Crestitalia
- 12 classe Spectre
- 12 classe Peterson
- 5 classe Nisr
- 29 classe DC-30
- 3 ou 6 classe Yonka Onuk MRTP-20 [4]